# Мордан
Мордан — клеящая смесь для сусального золочения на натуральной основе (смол и масел). До 1917 года в Российской империи под морданом понималось всё разнообразие масляных лаков. Используется как клеящая основа для сусальных покрытий. Наносится на подготовленную, ровную и гладкую поверхность. Наносить слой нужно тонко, без подтеков. Золотят, когда подсохнет до небольшого «отлипа», который проверяют пальцем. В настенных росписях вместо него часто использовали сгущенное до состояния жидкого меда льняное масло или олифу подкрашивая, для тона, пигментами. Ранее мордан был длительного высыхания, что было неудобно для золочения. Чтобы добиться нужного отлипа, позолотчику приходилось ждать высыхания неделю. Современный мордан приготовленный по ГОСТ приходит в состояние отлипа ориентировочно за 12 часов (в зависимости от толщины слоя, температуры и влажности окружающей среды). Часто традиционный материал мордан путают с микстионами - водными (0,25 - 1 час до состояния отлипа), спиртовыми (0,5 часа до отлипа) и синтетическими масляными (1-12 часов до отлипа) клеящими составами для сусальной позолоты.